# Člunkový vyšívací stroj
Člunkový vyšívací stroj (schiffli)

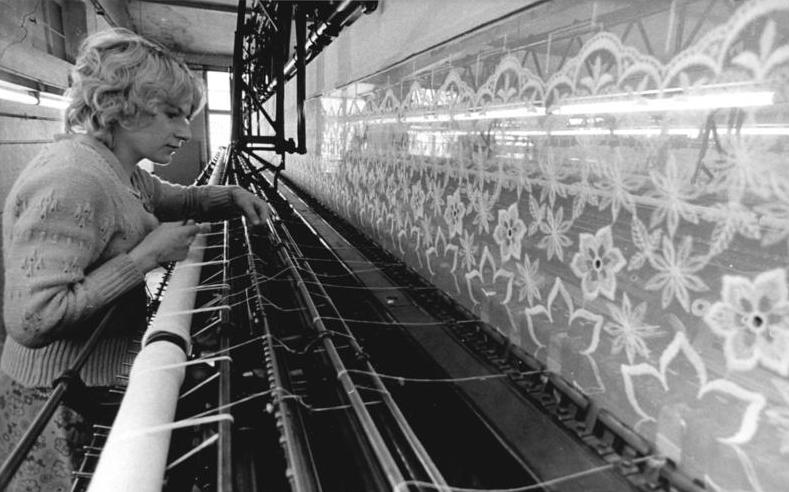
Výroba vyšívané krajky na člunkovém stroji (NDR 1980)

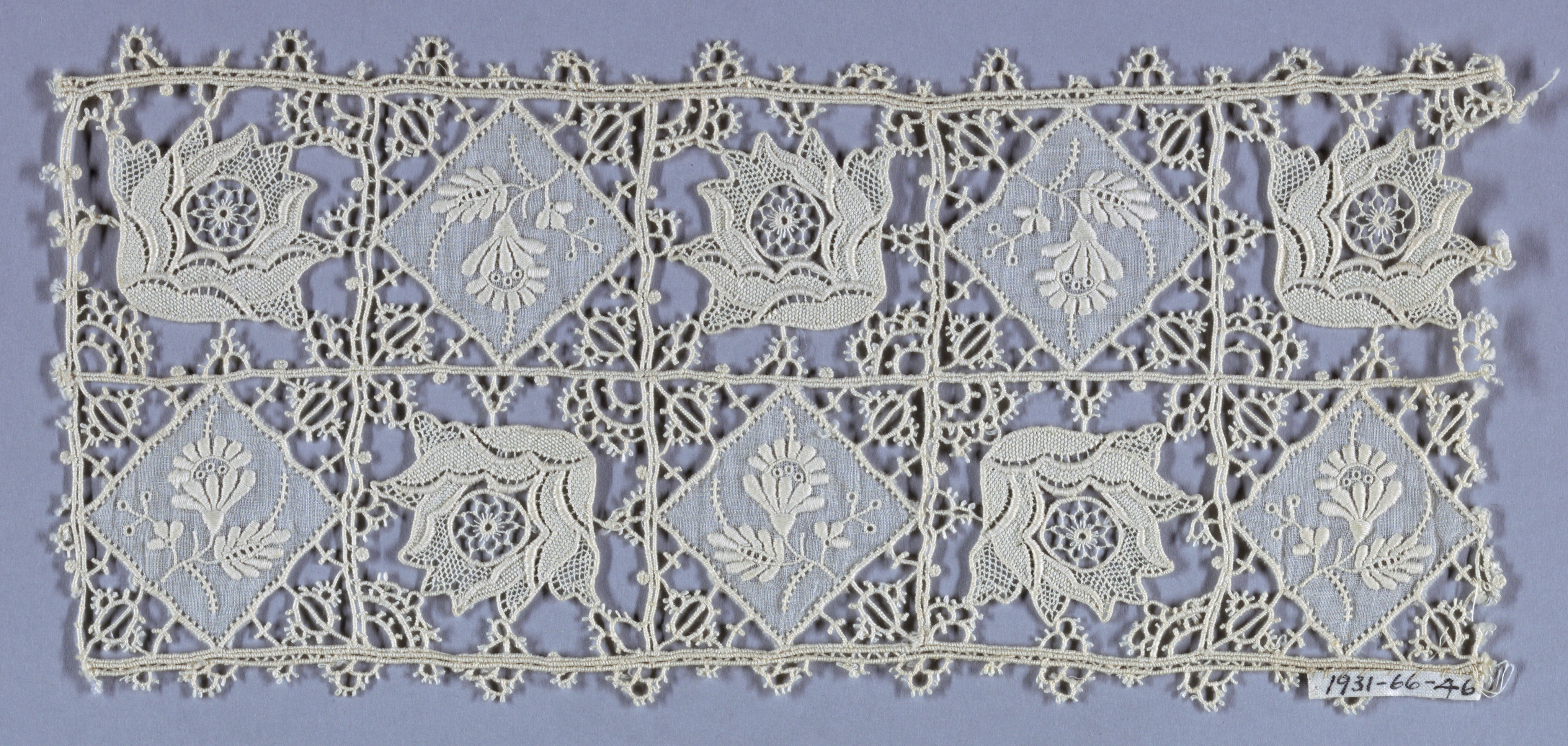
Imitace krajky retičela vyrobená na schiffli asi v roce 1890

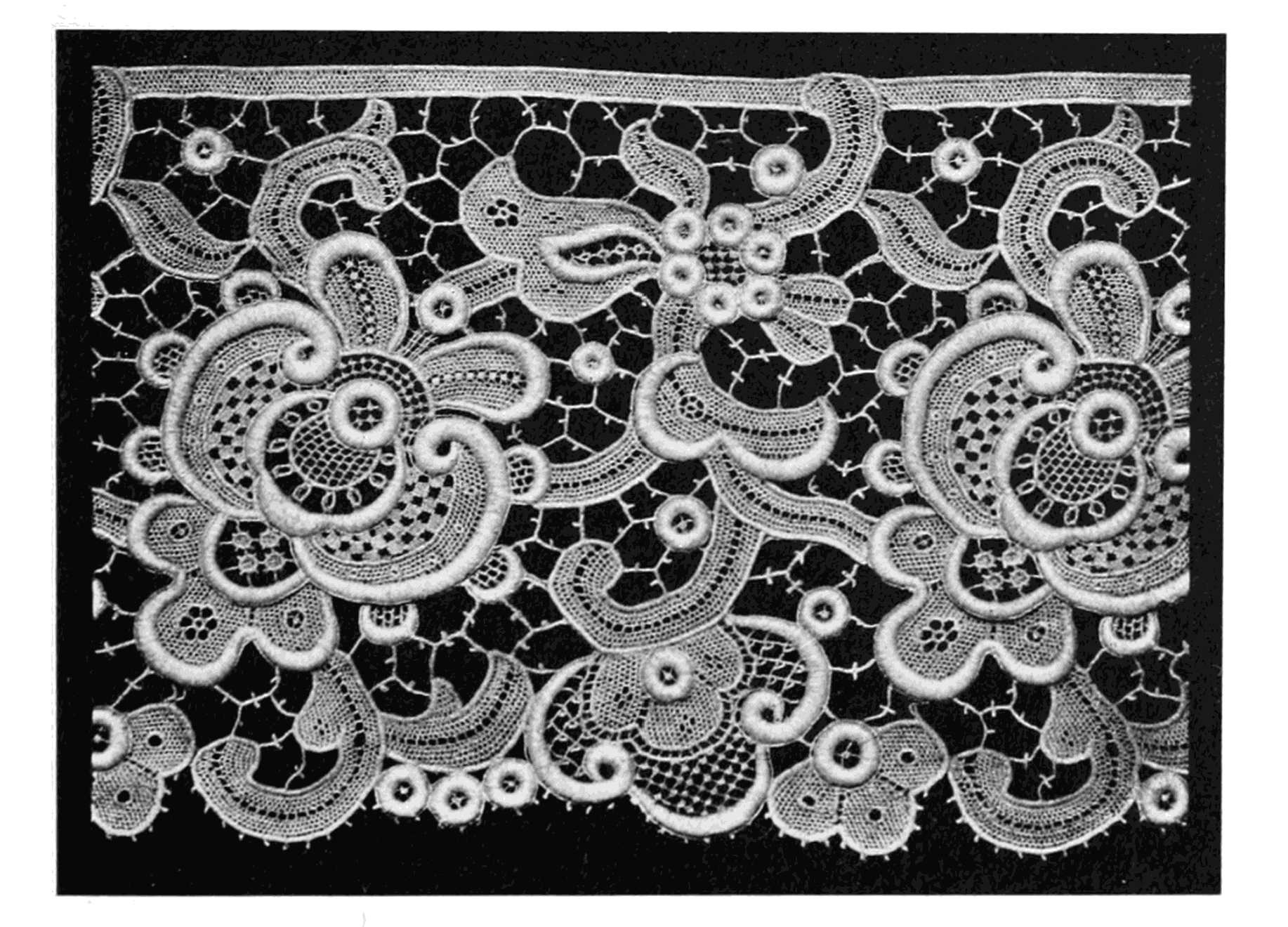
Imitace benátské krajky z člunkového stroje (asi v roce 1904)

je zvláštní konstrukce vyšívacího zařízení.
Vynález člunkového stroje se přičítá Švýcarovi Isaakovi Gröblimu (1863), který ve svém patentu využil důležité konstrukční prvky z šicích strojů vyvinutých v USA již v první polovině 19. století. Název schiffli pochází z označení člunku ve švýcarské němčině.
Koncem 19. století bylo ve světě v provozu nejméně 32000 strojů.   V roce 2014 udával nejznámější výrobce šiffli vlastní kapacitu s 300 stroji ročně. Informace o celosvětovém počtu instalovaných strojů nebyly dosud (2018) publikovány 

## Funkce schiffli
Výšivku tvoří dvě niti s pomocí jehly a člunku. Horní nit je vedena ouškem jehly, která propichuje podkladovou plošnou textilii a vytváří smyčku, kterou se protahuje člunek se spodní nití a tak tvoří steh. Všechny jehly a člunky se pohybují současně po neměnné dráze, zatímco podávací stůl s podkladovou textilií se posouvá s pomocí žakárového ústrojí řízeného programem pro vzorování výšivky, který se udává do počítače. 

## Technické parametry strojů
Nejvýkonnější (švýcarské) stroje byly v roce 2014 v praktickém provozu s 500 obr./min (projektováno bylo 700 obr./min.), ke standardnímu vybavení patřil počítač, ze kterého se přenáší vzorování na seřízení stroje. Stroje mohou být až 30 m dlouhé, až s 1500 jehlami, k vyšívání prádla se obvykle používají zařízení s délkou do 15 m. 

## Průmyslová výroba výšivek
- Příprava výroby sestává zejména z: návrhů vzorů, ražení žakárových karet, navíjení příze na cívky a člunky, příprava podkladové textilie (povrch, formát)
- Vlastní vyšívání se obvykle provádí na dvou plošných textiliích nad sebou.
- Poslední výrobní stupeň je často bělení hotové výšivky.[6]

### Druhy výšivek
V závislosti na způsobu výroby a druhu materiálu se rozeznávají výšivky:
Na hladké tkanině (allovers), na krajce, leptané (nebo vrtané), guipurey, z různobarevných nití

### Použití
šaty, dámské prádlo, bytové textilie

## Galerie strojů schiffli

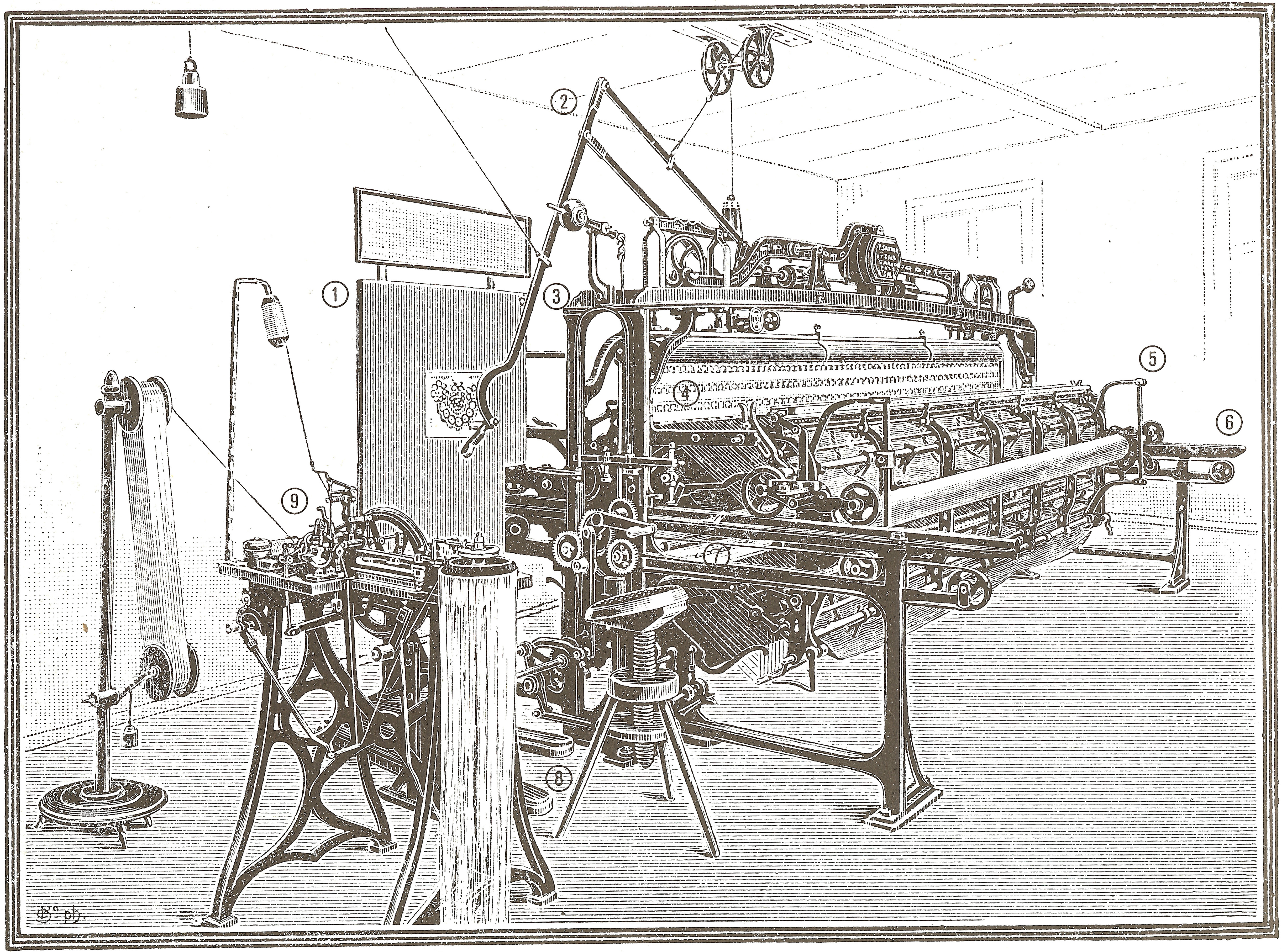
Ruční vyšívací stroj (1890)
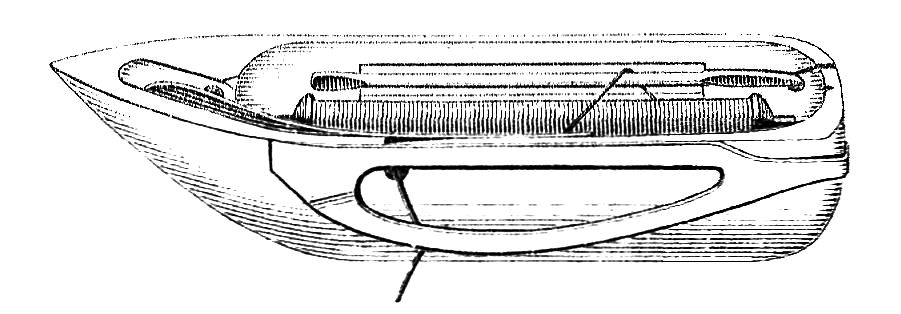
Člunek z vyšívacího stroje (1905)
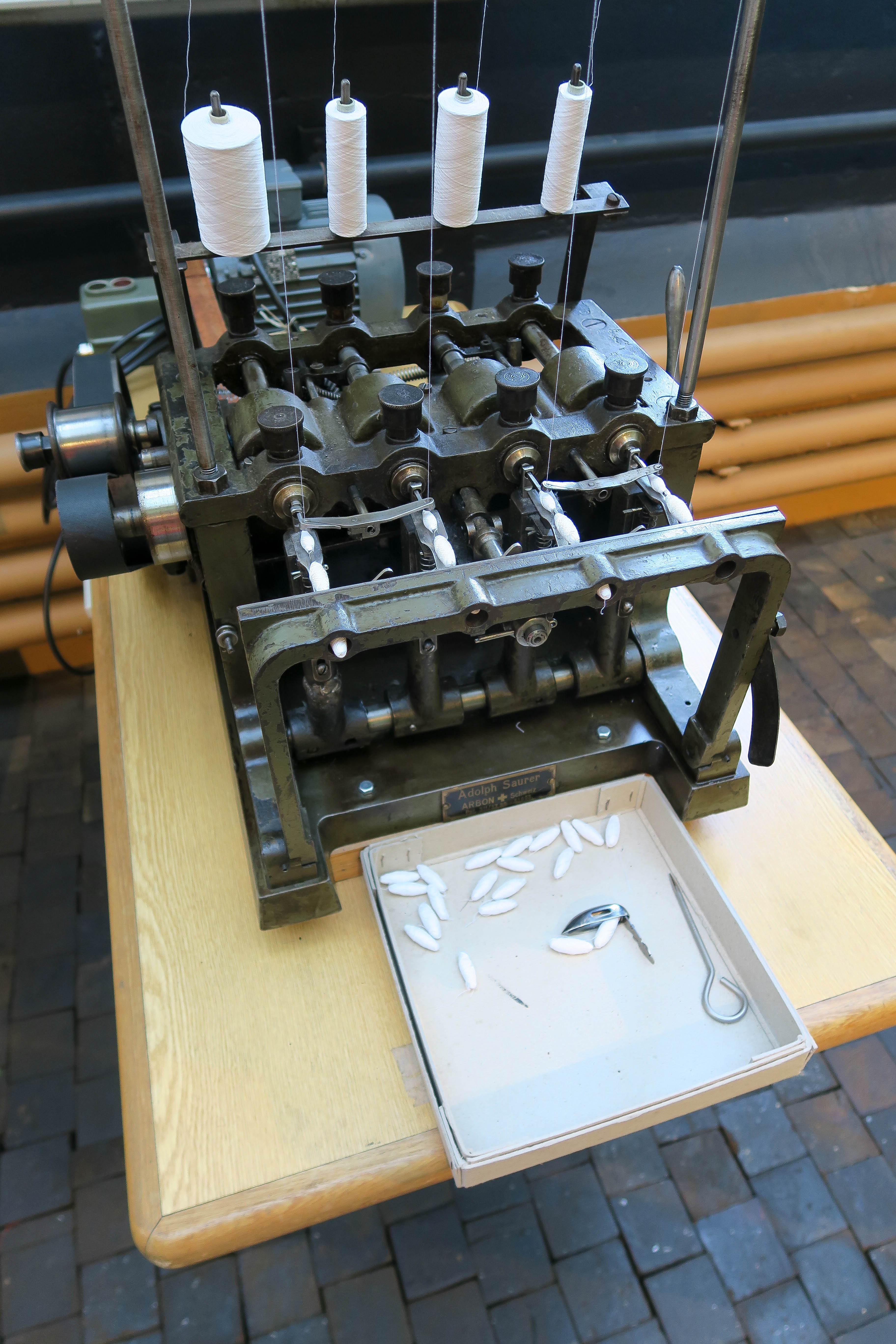
Soukací stroj na schiffli-cívky ze začátku 20. století
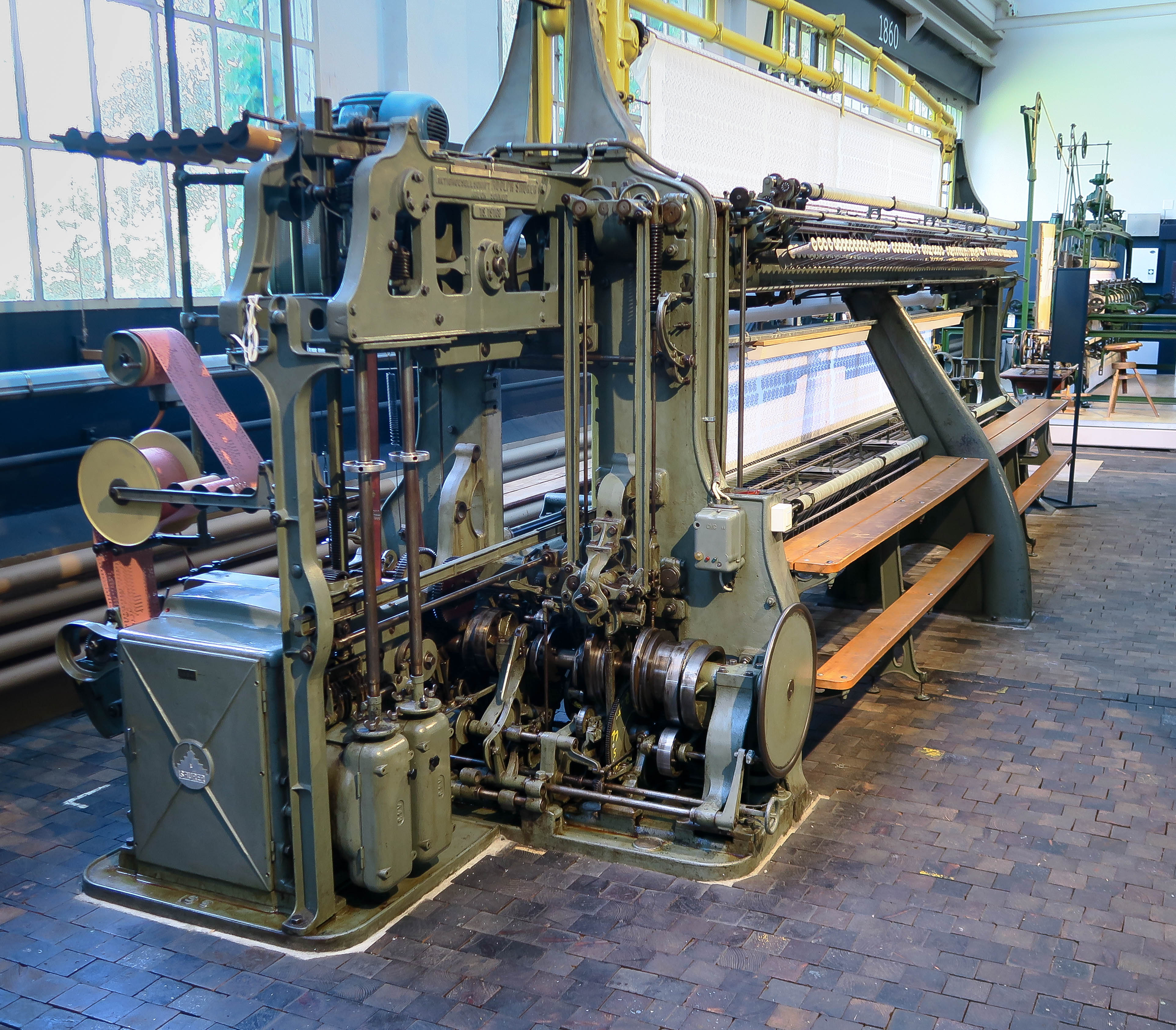
Automatizovaný stroj schiffli z 20. let 20. století
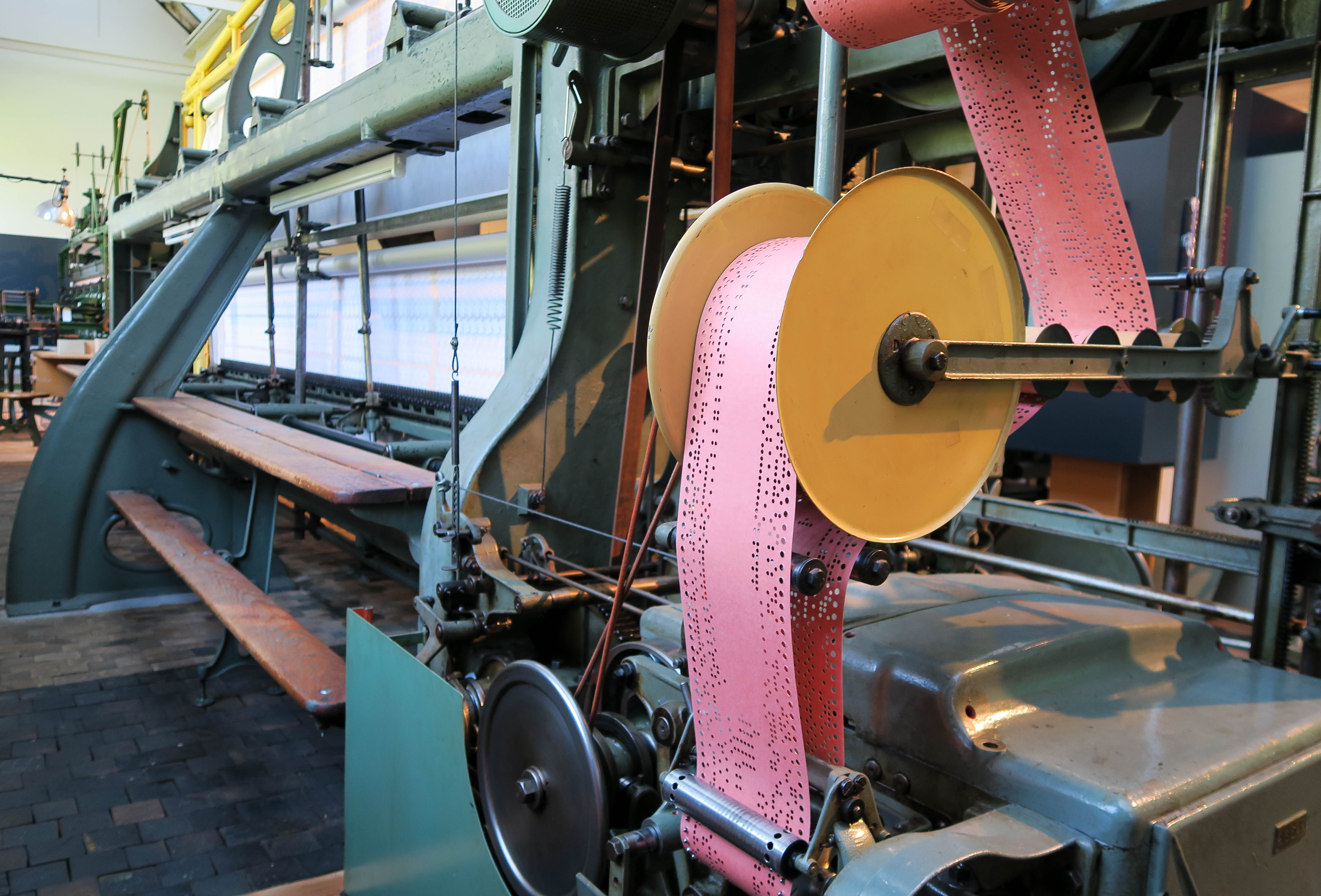
Děrná páska žakárového ústrojí na schiffli